# Parma Calcio 1913
Il Parma Calcio 1913, meglio conosciuto come Parma, è una società calcistica italiana con sede nella città di Parma. Milita in Serie A, la massima divisione del campionato italiano.
Il sodalizio è erede del Parma Football Club, già Parma Associazione Calcio, sorto nel 1970; questi riprendeva la storia del Parma Associazione Sportiva, precedente club costituito nella città emiliana nel 1913 sotto l'originario nome di Parma Foot Ball Club – retaggio del Verdi Foot Ball Club brevemente attivo nello stesso anno –, e rifondato a cavallo della stagione 1969-1970 grazie al passaggio del titolo sportivo ai concittadini dell'Associazione Calcio Parmense, a loro volta sorti nel 1968. L'odierno club, nato nel 2015 come Società Sportiva Dilettantistica Parma Calcio 1913, si fa quindi portatore dell'intera tradizione sportiva parmigiana in ambito calcistico.
Nel suo palmarès figurano 3 Coppe Italia, una Supercoppa italiana e 4 titoli internazionali: una Coppa delle Coppe, 2 Coppe UEFA e una Supercoppa UEFA. Dopo Milan, Juventus e Inter, il Parma è il quarto club italiano e il sedicesimo europeo nella classifica generale delle competizioni UEFA vinte. È inoltre l'unica squadra ad aver conseguito tre promozioni consecutive nei campionati nazionali di calcio organizzati sotto l'egida della FIGC, passando dalla Serie D alla Serie A in soli tre anni (2015-2018); è inoltre una delle cinque squadre europee (insieme a Real Saragozza, West Ham Utd, Villarreal e Atalanta) ad avere conquistato titoli confederali pur senza avere mai vinto il proprio campionato nazionale.
Il club si pone al 21º posto nella graduatoria dei club italiani per tradizione sportiva e al 15º nella classifica perpetua della Serie A; sino alla stagione 2011-12 ha inoltre figurato nel ranking UEFA. Ha disputato 28 campionati di massima serie a girone unico (oltre ad un campionato antecedente l'istituzione dell'attuale Serie A), di cui 18 consecutivi dal 1990-91 al 2007-08, e annovera 15 partecipazioni nelle competizioni UEFA, di cui 14 consecutive dal 1991-92 al 2004-05.

## Storia

### Dalla nascita agli anni 1980

Il Parma al debutto in massima serie, nella Prima Divisione 1925-1926.

Il Parma Foot Ball Club nacque il 16 dicembre 1913. Il nucleo originario della squadra era costituito dagli uomini del Verdi Foot Ball Club, club formatosi il 27 luglio dello stesso anno e assorbito dalla nuova compagine. Dopo vari campionati disputati nelle categorie regionali e dopo che, nel 1922, l'avvocato Ennio Tardini dà avvio alla costruzione dello stadio (poi a lui intitolato, dopo la sua precoce morte), nel 1924-1925 arriva la prima promozione nella massima serie nazionale. Permanenza che dura solo un anno, per poi proseguire nella categoria cadetta. Nel 1930 la società assume un carattere polisportivo e viene denominata Parma Associazione Sportiva. Da qui in poi la squadra gareggerà tra Serie B e Serie C. Fino a che nella stagione 1953-1954, grazie anche alle 15 reti del bomber cecoslovacco Július Korostelev e alla guida del suo connazionale compagno (e poi allenatore) Čestmír Vycpálek, ottiene la prima promozione (sul campo) in Serie B, dove rimane negli undici anni successivi. Giocatori importanti di questo periodo sono stati il goleador Paolo Erba (che nella stagione 1956-1957 si laurea capocannoniere della serie cadetta con 16 reti) e Ivo Cocconi, che in quegli anni colleziona 308 presenze con la maglia crociata. Nella stagione 1964-1965 il Parma retrocede in Serie C e l'anno dopo in Serie D.
Il 2 gennaio 1968 il Tribunale di Parma mette in liquidazione il club e un manipolo di imprenditori parmigiani lo acquista e lo rinomina Parma Football Club. Novità che non sortisce effetti positivi: in una stagione da dimenticare, culminata nella sconfitta interna contro i cugini "provinciali" del San Secondo, il Parma si salva a stento, superato di un punto dal San Secondo stesso.
L'agonia del neonato Parma Football Club è presto conclusa: alla vigilia della stagione 1969-1970, la dirigenza rinuncia all'iscrizione, lasciando il testimone del calcio cittadino all'altra società di Parma, la Parmense che, mettendo mano al portafoglio, acquista per 20 milioni dal vecchio Parma titolo sportivo e alcuni giocatori. Nel 1969 infatti l'Associazione Calcio Parmense, nata l'anno prima dalla collaborazione tra l'imprenditore edile Ermes Foglia ed Ermes Ghidini, dirigente del Gruppo Sportivo Salvarani di Baganzola (evoluzione della squadra del Circolo Golese) che aveva sfiorato per quattro volte la promozione in Serie D, vince la Prima Categoria 1968-1969 e raggiunge il Parma in Serie D. La Parmense iniziò la stagione 1969-1970 con il proprio nome, ma dal 1º gennaio 1970, cambiò denominazione in Parma Associazione Calcio, vestendo la livrea delle divise crociate e il simbolo, proseguendo la tradizione sportiva del vecchio club, caro ai tifosi Parmigiani. Il ritorno in Serie C è immediato. Gli anni 1970 del nuovo Parma sono caratterizzati da continui saliscendi dalla terza divisione alla cadetteria con due promozioni risolte agli spareggi entrambi giocati a Vicenza: nel 1972-1973 contro l'Udinese (2-0), e nel 1978-1979 contro la Triestina (3-1, con doppietta di un giovane Carlo Ancelotti, che in quella stessa estate viene ceduto alla Roma).
Anche negli anni 1980 il Parma coglie due promozioni dalla Serie C: la prima nel 1983-1984 grazie alle reti di un attaccante ancora oggi molto amato (Massimo Barbuti) e la seconda nel 1985-1986 con alla guida il giovane allenatore Arrigo Sacchi (voluto poi da Berlusconi al Milan due anni più tardi). Sono gli anni della presidenza dell'indimenticato Ernesto Ceresini che, dopo il nuovo contratto di sponsorizzazione con la Parmalat sperimenta, senza troppo successo, la guida tecnica del giovane allenatore boemo Zdeněk Zeman, ma che poi si affida al più pratico Giampiero Vitali, per ricavarne due salvezze.

### I successi dell'era Tanzi

Il capitano Lorenzo Minotti, il patron Calisto Tanzi, l'allenatore Nevio Scala e il presidente Giorgio Pedraneschi festeggiano la vittoria della Coppa Italia 1991-1992, primo importante trofeo vinto dal club e simbolico avvio dell'escalation parmense ai massimi livelli nel corso del decennio.

Ma è nel 1989 che Ceresini darà una svolta alla storia del Parma, chiamando in panchina in B il promettente tecnico Nevio Scala. Suo malgrado, è stato l'ultimo dei suoi colpi di mercato: il presidente muore improvvisamente, a stagione in corso, dopo un brillante avvio della squadra. Il contraccolpo dura qualche gara, ma la squadra rimonta e coglie nella partita più significativa (il derby contro la Reggiana, il 27 maggio 1990, vinto per 2-0) quel quarto posto, utile per la prima promozione in Serie A della sua storia, con una giornata di anticipo.
Dopo la promozione in serie A, la società diviene proprietà della multinazionale di Collecchio, la Parmalat di Calisto Tanzi. Alla presidenza della squadra viene chiamato Giorgio Pedraneschi. Da neopromosso, il Parma esordisce in Serie A con un sesto posto finale che gli consentirà di esordire in Europa nella Coppa UEFA. La stagione successiva conquista il primo trofeo nazionale della sua storia, la Coppa Italia: il 14 maggio 1992 batte in finale la Juventus per 2-0, (Melli e Osio), dopo aver perso all'andata per 1-0. L'anno dopo il Parma conquista il primo trofeo europeo: la Coppa delle Coppe, vincendo in finale per 3-1 contro l'Anversa a Wembley (reti di Minotti, Melli e Cuoghi).
Gli acquisti di Faustino Asprilla prima e di Gianfranco Zola poi confermano la voglia di vincere del club e della proprietà. Il Parma conquista nel febbraio del 1994 la sua prima Supercoppa europea, battendo a San Siro il Milan 2-0, con gol vittoria nei tempi supplementari di Massimo Crippa, dopo aver perso all'andata 1-0 in casa. Fallisce però il bis in Coppa delle Coppe, perdendo in finale 1-0 contro gli inglesi dell'Arsenal. La stagione 1994-1995 è caratterizzata dalla sfida infinita con la Juventus su tre fronti: in campionato e in Coppa Italia, appannaggio dei torinesi, e in Coppa UEFA, vinta invece dal Parma nella doppia finale con Dino Baggio marcatore in entrambe le gare.

Festeggiamenti per la Coppa UEFA 1994-1995 conquistata nella doppia finale contro la Juventus.

Nella stagione 1995-1996 approda a Parma il pallone d'oro Stoichkov, che però delude. Si chiude quindi il ciclo di Nevio Scala e di Pedraneschi, sostituito poi da Stefano Tanzi, figlio di Calisto. Nel 1996-97 il Parma di Carlo Ancelotti chiude secondo dietro la Juventus con la prima qualificazione per la Coppa dei Campioni (Champions League) 1997-1998, in una stagione in cui si affermeranno le qualità difensive del francese Lilian Thuram e dei giovani Fabio Cannavaro e Gianluigi Buffon. Nel 1999, con l'arrivo di Alberto Malesani in panchina, il Parma si aggiudicherà la Coppa UEFA, battendo in finale l'Olympique Marsiglia per 3-0 (reti di Crespo, Chiesa e Vanoli), e la Coppa Italia, superando la Fiorentina dopo un 1-1 interno (gol di Crespo) e un 2-2 a Firenze (ancora di Crespo e Vanoli le marcature).
La stagione 1999-2000 si apre con la vittoria in Supercoppa Italiana, 2-1 contro il Milan a San Siro (rete decisiva di Alain Boghossian). Tuttavia in Europa e in campionato la squadra delude le aspettative, mancando anche l'accesso ai preliminari di Champions League 2000-2001. Le due stagioni successive sono caratterizzate da un'alternanza continua di allenatori: da Malesani per Sacchi, da Renzo Ulivieri, a Daniel Passarella e infine al "traghettatore" Pietro Carmignani. Con lui il Parma vince la sua terza Coppa Italia, superando la Juventus in finale (a Torino sconfitta 1-2 e a Parma vittoria 1-0). L'anno dopo arriva in panchina Cesare Prandelli, coadiuvato da Sacchi, e la squadra gialloblù, con in campo Adriano e Mutu, si piazza al quinto posto.

### Dal crac Parmalat al fallimento
La stagione successiva l'improvviso crac Parmalat, per il quale viene arrestato il patron Tanzi, segna la storia della squadra parmense. Tuttavia, nonostante il terremoto societario e il passaggio in amministrazione controllata, il club gialloblù riuscirà comunque a concludere il campionato al quinto posto, contendendo fino all'ultima giornata la qualificazione alla Champions League con l'Inter di Zaccheroni. Il 25 giugno 2004, per evitare la ripartenza dai dilettanti, nasce il Parma Football Club, che assume e mantiene vivi tutti i diritti del Parma AC, nonostante il fallimento della Parmalat da cui è svincolato. La nuova società, a cui sono stati trasferiti anche i debiti del Parma AC, temporaneamente proprietaria del nuovo club, viene posta in amministrazione straordinaria da parte di Enrico Bondi e della Parmalat e usufruisce della "Legge Marzano", in attesa di un compratore. Il nuovo tecnico Silvio Baldini viene esonerato e la squadra è di nuovo affidata al "traghettatore" Pietro Carmignani che la condurrà alla salvezza nel doppio spareggio contro il Bologna (0-1 e 2-0, reti di Cardone e Gilardino). In quella stessa tormentata annata, i ducali arrivano fino alla semifinale di Coppa UEFA, venendo eliminati dal CSKA Mosca, 0-0 a Parma e 3-0 in Russia per i moscoviti, poi vincitori del trofeo. La guida di Mario Beretta (grazie anche ai verdetti di "Calciopoli") porta nel 2005-06 il Parma alla qualificazione europea dopo una stagione di assenza.

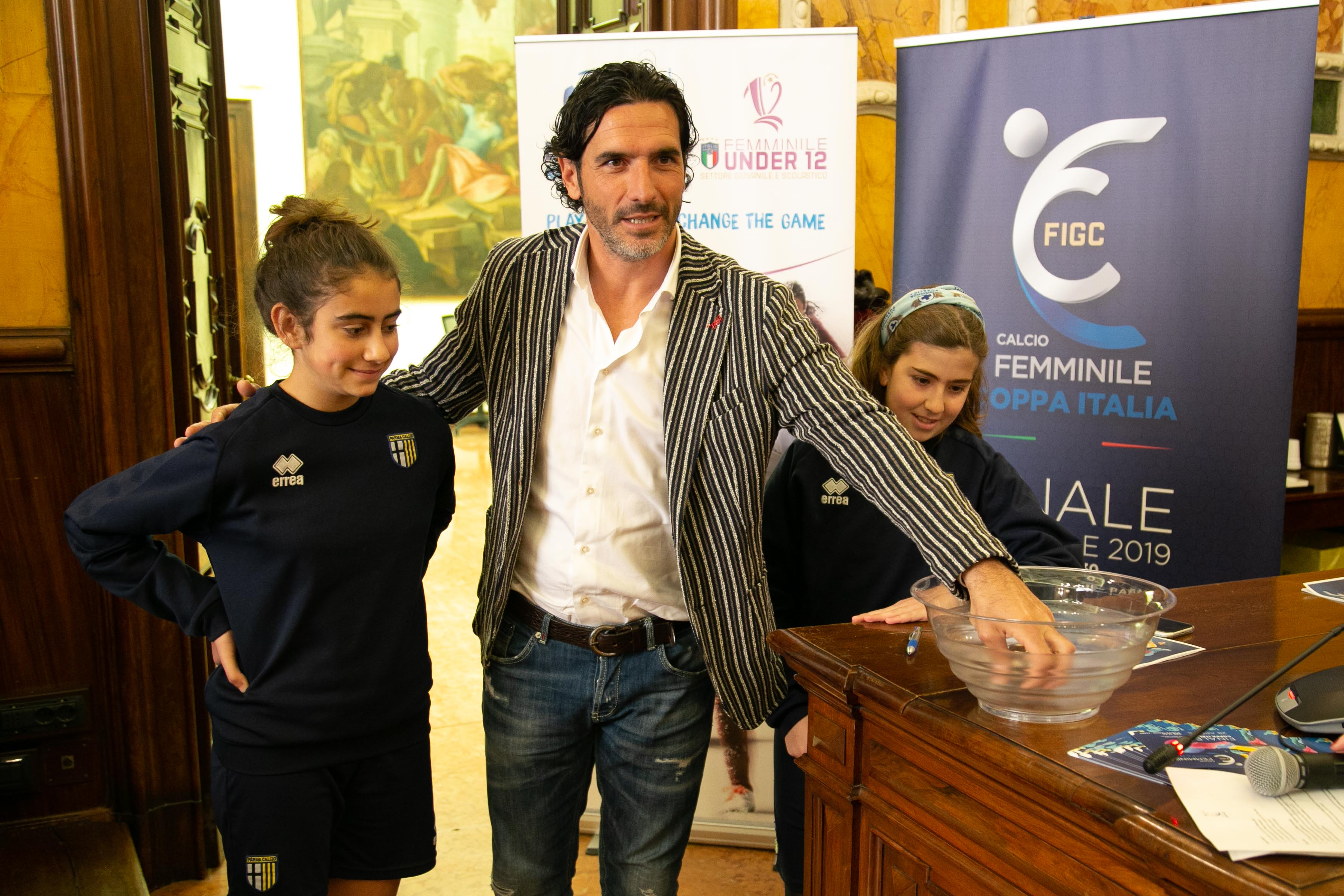
Alessandro Lucarelli, primatista di presenze in maglia ducale, e capitano della ripartenza in Serie D.

Nella Serie A 2006-2007 arriva sulla panchina Stefano Pioli, mentre il 25 gennaio la società viene rilevata dall'industriale bresciano Tommaso Ghirardi. Pioli viene esonerato per Claudio Ranieri che salverà il Parma. L'anno successivo è sofferto: di nuovo l'allenatore Domenico Di Carlo viene sostituito da Héctor Cúper, che a sua volta lascia il posto al tecnico della "Primavera" Andrea Manzo. Il Parma perde contro l'Inter (2-0), che vince lo scudetto e, contemporaneamente, condanna la squadra alla prima retrocessione in Serie B della sua storia dopo diciotto stagioni consecutive in Serie A.
In Serie B, dopo un negativo avvio con la guida di Gigi Cagni, arriva Francesco Guidolin che riporta la società nella Serie A 2009-2010, stagione che il Parma finirà all'ottavo posto. Il direttore generale Leonardi affida la squadra, per la stagione successiva, prima a Pasquale Marino e, visti gli scarsi risultati, a Franco Colomba che porterà il Parma alla salvezza. Lo stesso Colomba inizia la stagione 2011-2012 sulla panchina degli emiliani e vi resta fino al 10 gennaio 2012; paga la pesante sconfitta a Milano contro l'Inter per 5-0 e viene sostituito da Roberto Donadoni. Nella stessa stagione, grazie alla vittoria per 2-0 sull'Udinese del 20 novembre 2011, il Parma supera quota 1 000 punti nella classifica perpetua della massima serie a girone unico. Nell'ultima giornata della stagione 2011-2012, grazie alla vittoria per 1-0 sul Bologna del 13 maggio, i crociati vincono la loro settima partita consecutiva, stabilendo un nuovo primato. La stagione 2012-2013 vede il Parma ripartire dal ritorno di Amauri e nel girone d'andata, nella trasferta con l'Udinese terminata 2-2, Raffaele Palladino segna il millesimo gol in Serie A della storia gialloblù. Nel ritorno i crociati chiudono il torneo al decimo posto; da sottolineare nell'ultima sfida casalinga, il 12 maggio con il Bologna, la celebrazione del ventennale della conquista della Coppa delle Coppe a Wembley.
La stagione 2013-14, quella che vedrà il Parma festeggiare il suo centenario, il 16 dicembre 2013, si apre con l'arrivo di Antonio Cassano. Il 18 maggio 2014 i ducali chiudono il torneo al sesto posto, valevole per l'approdo al terzo turno preliminare dell'Europa League 2014-2015. La qualificazione europea però sfuma: il club, non in regola con alcuni pagamenti IRPEF, si vede negare la licenza UEFA. Si tratta del primo tassello di una serie di gravi problemi finanziari che si protrarranno per tutta la successiva stagione, segnata da continui cambi di proprietà e culminata il 19 marzo 2015 con il fallimento della società parmense.

### La rifondazione

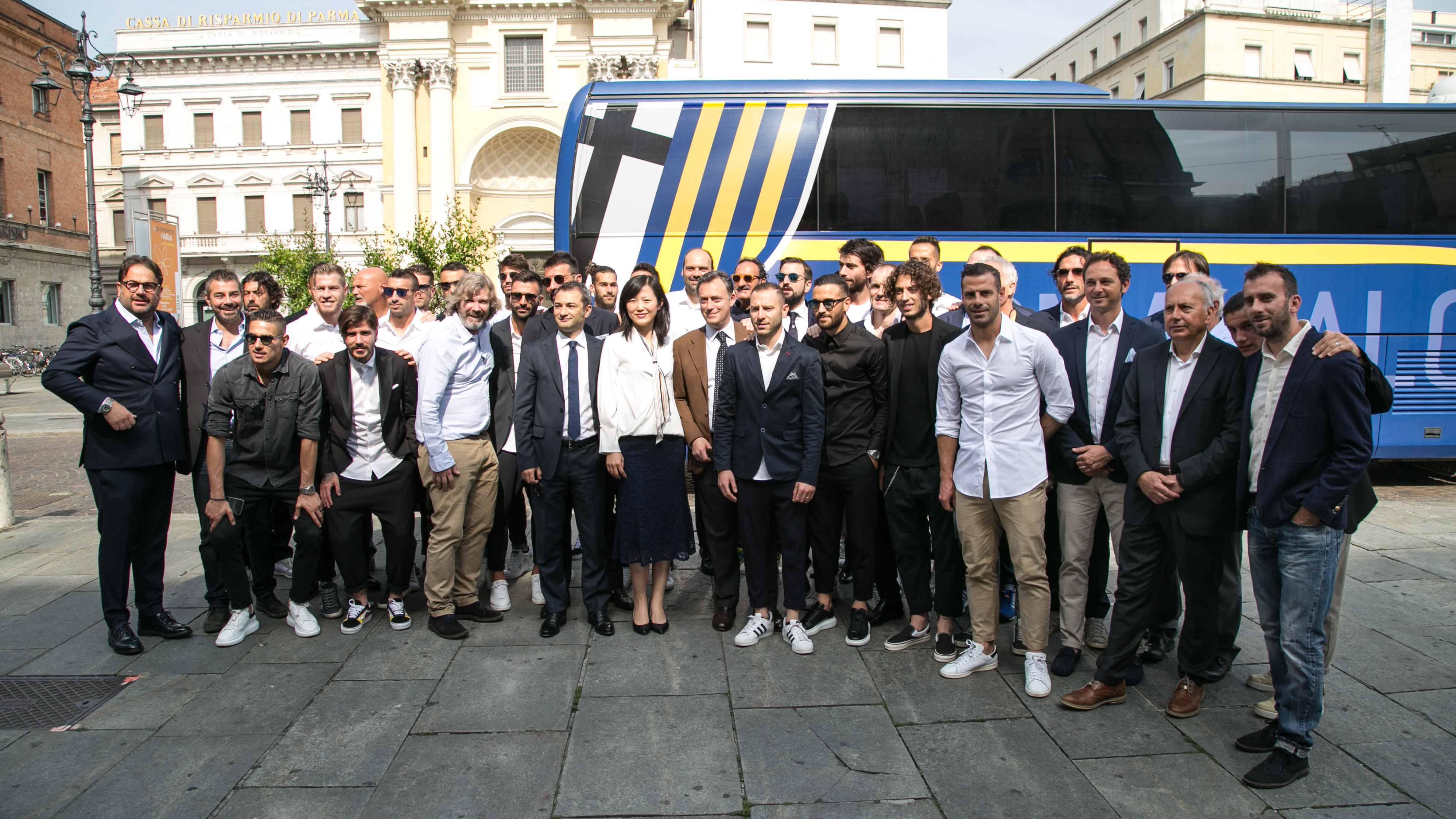
Il Parma della stagione 2017-2018, alla sua terza promozione consecutiva, completa in appena un triennio la risalita dai dilettanti alla Serie A.

Il 30 giugno 2015 una nuova società, la S.S.D. Parma Calcio 1913, viene affiliata alla FIGC e ammessa in sovrannumero in Serie D rappresentando così calcisticamente la città di Parma. La nuova squadra è posseduta da due società: Nuovo Inizio, composta da sette imprenditori locali, che controlla la maggior parte del club, e da Parma Partecipazioni Calcistiche, formata da tutti quei tifosi che vogliono prendere parte alla storia della squadra. Dopo una sola stagione tra i dilettanti, il 17 aprile 2016, con la vittoria casalinga per 2-1 sul Delta Rovigo, i ducali festeggiano il ritorno tra i professionisti, al termine di un'annata da record sia per seguito di tifosi sia per punti in campionato; chiudendo poi l'intero campionato senza sconfitte, il Parma raggiunge il primato stagionale dell'unica squadra imbattuta nelle prime quattro serie italiane. L'annata 2016-2017 è anch'essa da ricordare per la società, che termina il campionato di Lega Pro al secondo posto: il 17 giugno 2017 completa il doppio salto e, vincendo 2-0 contro l'Alessandria nella finale dei play-off, conquista la promozione in Serie B.
Quattro giorni dopo viene annunciato il cambio di proprietà del club, che a partire dal luglio seguente vede il passaggio della maggioranza delle quote al gruppo cinese Desports di Jiang Lizhang, già titolare di altre realtà calcistiche come Granada e Chongqing Lifan, e socio minoritario dei Minnesota T'wolves. Il 18 maggio 2018, vincendo in trasferta per 2-0 all'ultima giornata contro lo Spezia e grazie al pareggio interno del Frosinone contro il Foggia, si aggiudica la promozione diretta in Serie A, avendo raggiunto la seconda posizione in classifica alle spalle dell'Empoli: con questo risultato, il Parma è in assoluto la prima squadra italiana ad aver conquistato tre promozioni consecutive dalla Serie D alla A. Frattanto sul piano societario, nell'ottobre 2018, non ritenendo più sufficientemente solida la gestione Desports, il gruppo Nuovo Inizio riassume il controllo maggioritario del club. Tale assetto perdura fino al settembre 2020, quando la famiglia statunitense Krause diviene azionista di maggioranza della società. Tuttavia, nella stagione 2020-2021, la squadra retrocede in Serie B dopo tre anni di permanenza nella massima serie, concludendo il campionato all'ultimo posto.
Dopo tre annate nel campionato cadetto, nella stagione 2023-2024 il Parma ottiene la promozione diretta in massima serie con due turni d'anticipo, e, per la prima volta nella sua storia, conclude il campionato di B in prima posizione.

## Colori e simboli

### Colori

La maglia a righe verticali gialloblù utilizzata negli anni 1950.

I primi colori ufficiali della squadra parmense, nata nel 1913 con il nome di Verdi Foot Ball Club, sono quelli della città, ovvero il giallo e il blu, disposti a quarti sulla divisa. Ugo Betti e Torquato Rossini in seguito creano una nuova divisa: una maglia bianca con una grande croce nera sul petto. La casacca crociata è quella che accompagna la storia del Parma fino al 1951 quando, per ragioni scaramantiche, viene decisa la sua sostituzione dapprima con una maglia palata gialloblù e poi con una divisa blu con maniche gialle. La "snaturazione" termina nel 1958 con il ripristino della vecchia maglia crociata bianconera.

Una tra le divise «bianco latte» dell'era Parmalat, sfoggiate nel quindicennio 1983-1998.

In seguito all'acquisizione di un Parma ormai fallito da parte dei concittadini della Parmense, questa ottiene il diritto di indossare la casacca crociata: il 1º gennaio 1970, il nuovo Parma sostituisce anche nei colori e nei simboli il vecchio Parma. L'uniforme crociata rimane in auge fino al 1983 allorché, più che altro per motivi commerciali, scompare la croce lasciando il petto completamente bianco, con dettagli gialloblù relegati a maniche, calzoncini e calzettoni. Cambia poco sulle divise del Parma fino al 1998, quando si adotta una nuova divisa fasciata gialloblù. Si deve attendere il 2004 affinché la maglia crociata bianconera torni definitivamente sulle spalle dei calciatori parmensi.

### Simboli ufficiali

#### Stemma
Fino agli anni 1940 il Parma fa uso solo sporadicamente di stemmi sociali da apporre sulle divise, in quanto per i dirigenti della squadra la maglia crociata stessa è già un simbolo. Nell'immediato dopoguerra e ancor maggiormente dopo l'abbandono temporaneo della croce negli anni 1950, fa la sua comparsa uno stemma triangolare che farà da riferimento a tutte le successive evoluzioni; tuttavia nell'immediato verrà presto abbandonato in favore del ritorno delle maglie crociate, fino al fallimento del 1969.
La società A.C. Parmense applica, sulle nuove divise del 1968, uno stemma a cerchi concentrici bianchi-gialloblù, mentre dopo il fallimento del Parma F.C. vi è l'aggiunta di una piccola croce nera su fondo bianco. Questo fino al 1º gennaio 1970 quando, unitamente alla maglia crociata, la Parmense diventa Parma A.C. e adotta lo scudo con la croce nera in campo bianco e le strisce verticali gialloblù, utilizzato fino agli anni 2000 (anche se prima del 1983 raramente apposto sulla maglia). Nel 2000-2001, per un'operazione di marketing della società, lo stemma viene completamente ridisegnato in uno scudo polacco che ora presenta, alla parte sinistra, una croce azzurra su fondo "giallo-parma" e, alla parte destra, un toro "giallo-parma" in campo azzurro, per ricordare il podestà cittadino del XIII secolo, Torello de Strada; la novità non piace ai tifosi e, già dalla stagione successiva, si torna alla versione classica. Nel 2004 il logo viene ristilizzato solo nell'acronimo, stante l'avvenuto cambio di denominazione sociale in Parma F.C.; il successivo ritocco, appena percettibile, avviene nel 2007, quando la scritta PARMA F.C., fino ad allora blu, diviene nera.
In occasione del centenario del club, il progetto societario "Parma Brand" dà vita a un nuovo logo che richiama il classico stemma, coronato dalla cifra "100" a celebrarne la ricorrenza, mentre nella stagione successiva viene adottato un nuovo stemma che differisce da quello classico per alcuni dettagli (l'apice in capo, la punta affusolata e un diverso carattere tipografico).
Con il fallimento e la rifondazione del club, nel 2015, viene indetto un sondaggio popolare tra i tifosi per scegliere il nuovo emblema societario. La soluzione prescelta è costituita da uno scudo bianco con croce nera, bordato di giallo e azzurro, con in capo una fascia recante il nome del club e l'anno di fondazione iscritto nel vertice inferiore. Già nel 2016 tuttavia, a seguito dell'acquisizione dei diritti d'uso dalla curatela fallimentare del Parma F.C., viene riadottato lo storico stemma con croce e strisce, aggiornato con la nuova denominazione sociale.

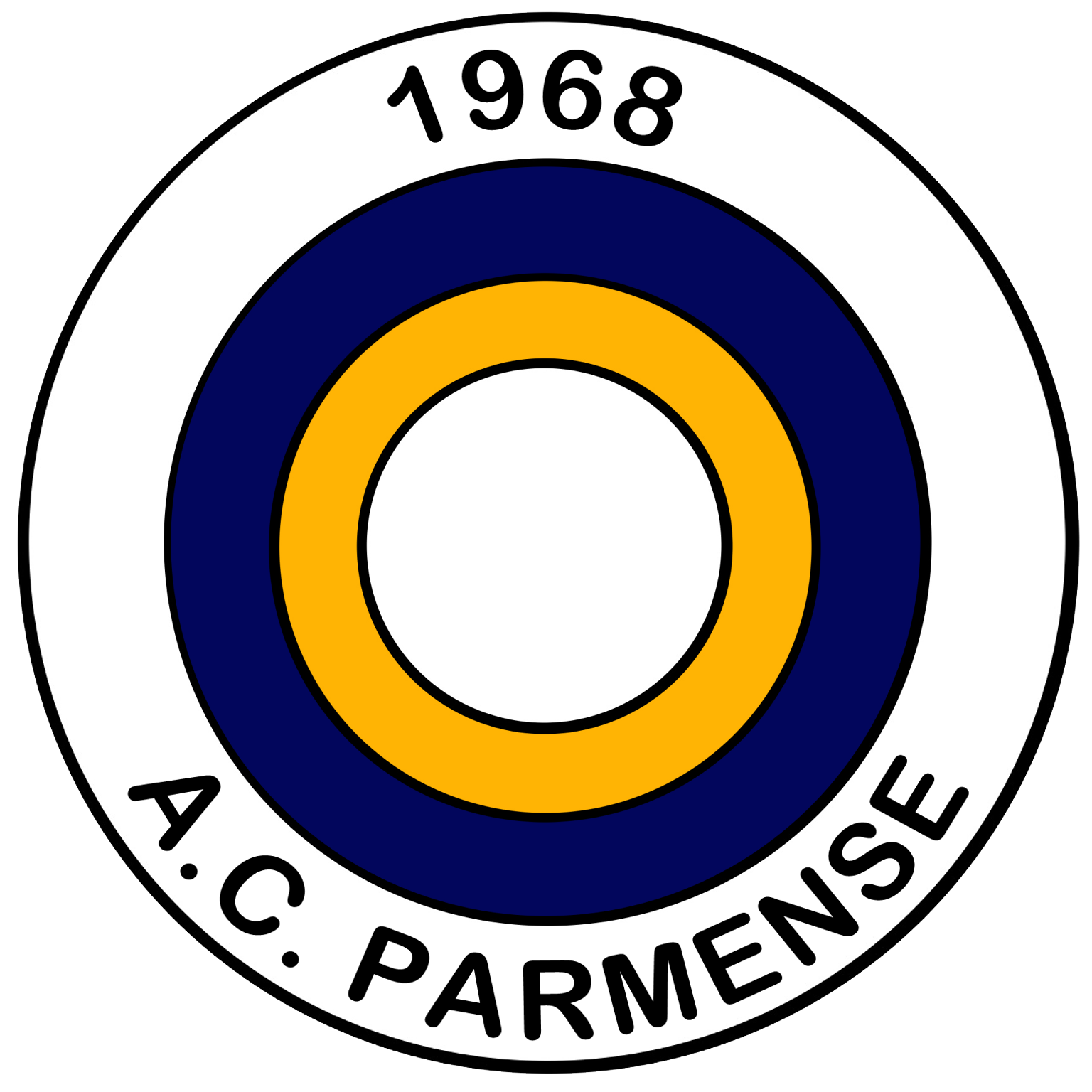
Lo stemma dell'A.C. Parmense nata nel 1968
Lo stemma del Parma A.C. dal 1970 al 2000, e di nuovo dal 2001 al 2004
Lo stemma del Parma A.C. nel 2000-2001
Lo stemma del Parma F.C. dal 2004 al 2007
Lo stemma del centenario, nella stagione 2013-2014
Lo stemma del Parma F.C. nella stagione 2014-2015
Lo stemma del Parma Calcio 1913 per la stagione 2015-2016
Lo stemma del Parma Calcio 1913 dalla stagione 2016-2017 a oggi

#### Inno
L'inno ufficiale del Parma è Il grido di battaglia di Gigi Stok e i suoi Cadetti, brano poi ripreso in chiave moderna dalla Antonio Benassi Band; tuttavia, nelle partite interne giocate all'Ennio Tardini, al momento dell'ingresso delle squadre in campo risuona la marcia trionfale dell'Aida del compositore parmense Giuseppe Verdi, simbolo della città nonché della stessa formazione ducale, nata in origine nel 1913 in suo nome come Verdi Foot Ball Club.

## Strutture

### Stadio

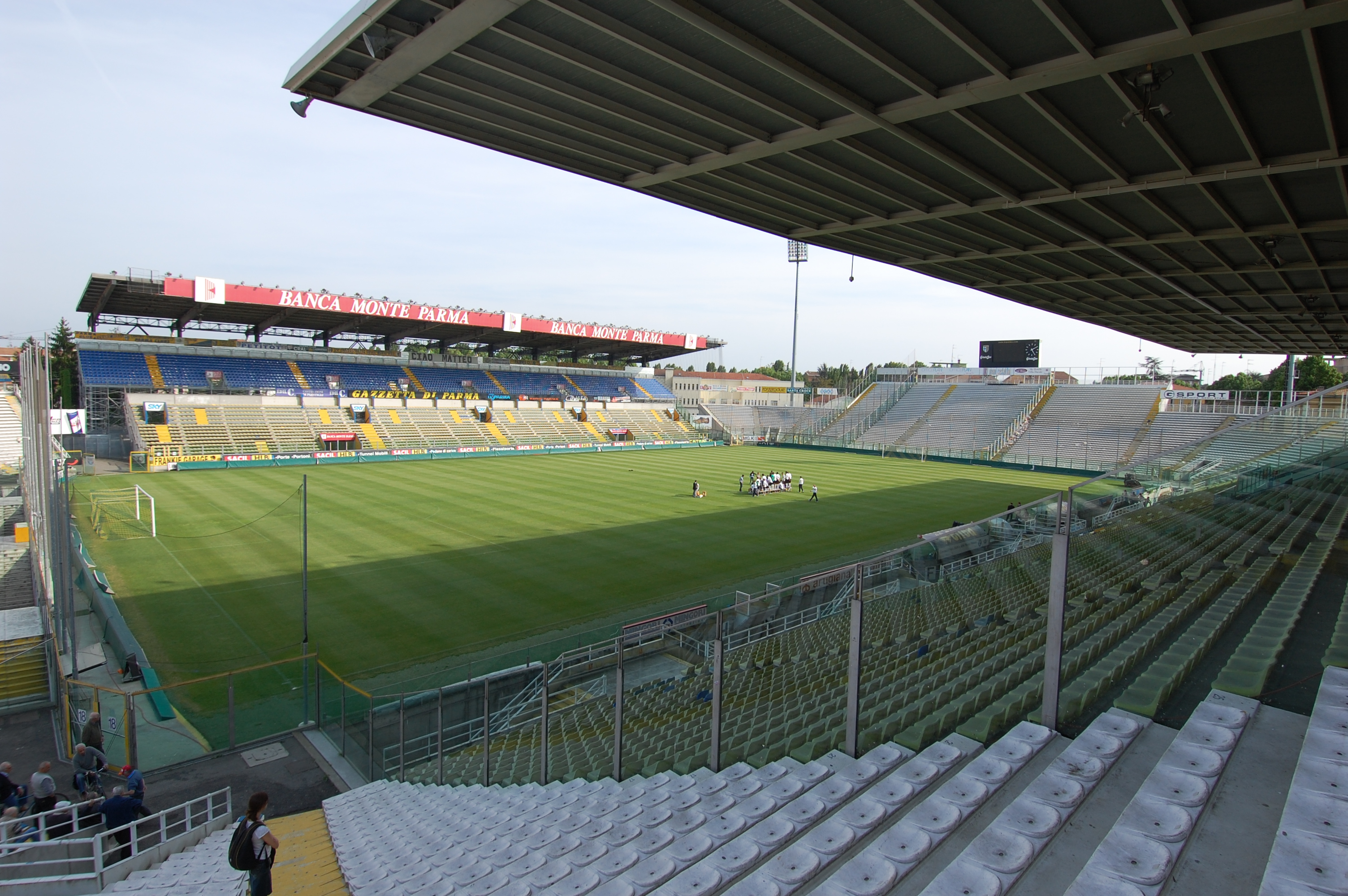
Panoramica dello stadio Ennio Tardini, sede degli incontri casalinghi del Parma dal 1923.

Lo stadio Ennio Tardini è il più grande impianto sportivo di Parma: lì il Parma si trasferisce nel 1923, dopo aver disputato le prime partite nella cosiddetta "Piazza d'armi", ricavata dai lavori per il "Lungoparma a Sud". Nasce come "Stadio Comunale" ma viene intitolato postumo al costruttore ed ex presidente del club Ennio Tardini, che non vede mai terminata la propria opera. Progettato dall'architetto Ettore Leoni (compreso l'arco trionfale d'ingresso ancora esistente, in stile Art Nouveau) è il terzo stadio più antico d'Italia dopo il Ferraris di Genova e l'Arena Garibaldi di Pisa.
Utilizzato fino agli anni 1960 sia per il rugby, che per le partite casalinghe del Parma, nel 1968 diventa anche il campo della Parmense. Lo stadio, negli anni 1970 e 1980, subisce continuamente delle modifiche: le curve, da legno a cemento, e i distinti, da scoperti a coperti. Dopo la promozione in Serie A del 1990, si prospetta la progettazione di un nuovo stadio nei pressi di Baganzola, tuttavia alla fine viene deciso di modificare lo stadio esistente, dapprima con un incremento temporaneo della capienza con strutture elevate in tubi Innocenti, e dal 1991 cambiando radicalmente forma (da quella ovale a quella rettangolare) e con una nuova e più capiente "Tribuna Centrale Petitot". Oggi lo stadio può contenere 27 906 spettatori, ma dopo l'incidente mortale occorso al diciannovenne vicentino Eugenio Bortolon precipitato dagli spalti, parte della curva Sud è resa inagibile, riducendo la capienza a 22 885 spettatori.

### Centro di allenamento
Il centro di allenamento del club parmense è il Centro sportivo di Collecchio: lì si allenano la prima squadra e le giovanili. Ha un'estensione di 85903 m², presenta una tribuna per le partite della Primavera e le amichevoli della Prima squadra. Sono presenti in totale 7 campi, 5 in erba naturale, uno in erba sintetica e uno con manto sintetico coperto da pallone pressostatico. Un'area è adibita all'allenamento portieri, mentre una pista circolare è usata per le sessioni di corsa e il lavoro con salite. Il centro è diviso in due aree: la prima ha una palazzina che ospita lo spogliatoio della prima squadra, sale mediche, palestra attrezzata, magazzini e uffici, l'altra area è usata dal settore giovanile e contiene gli spogliatoi (anche per gli ospiti), una sala medica, una palestra e un magazzino.

## Società

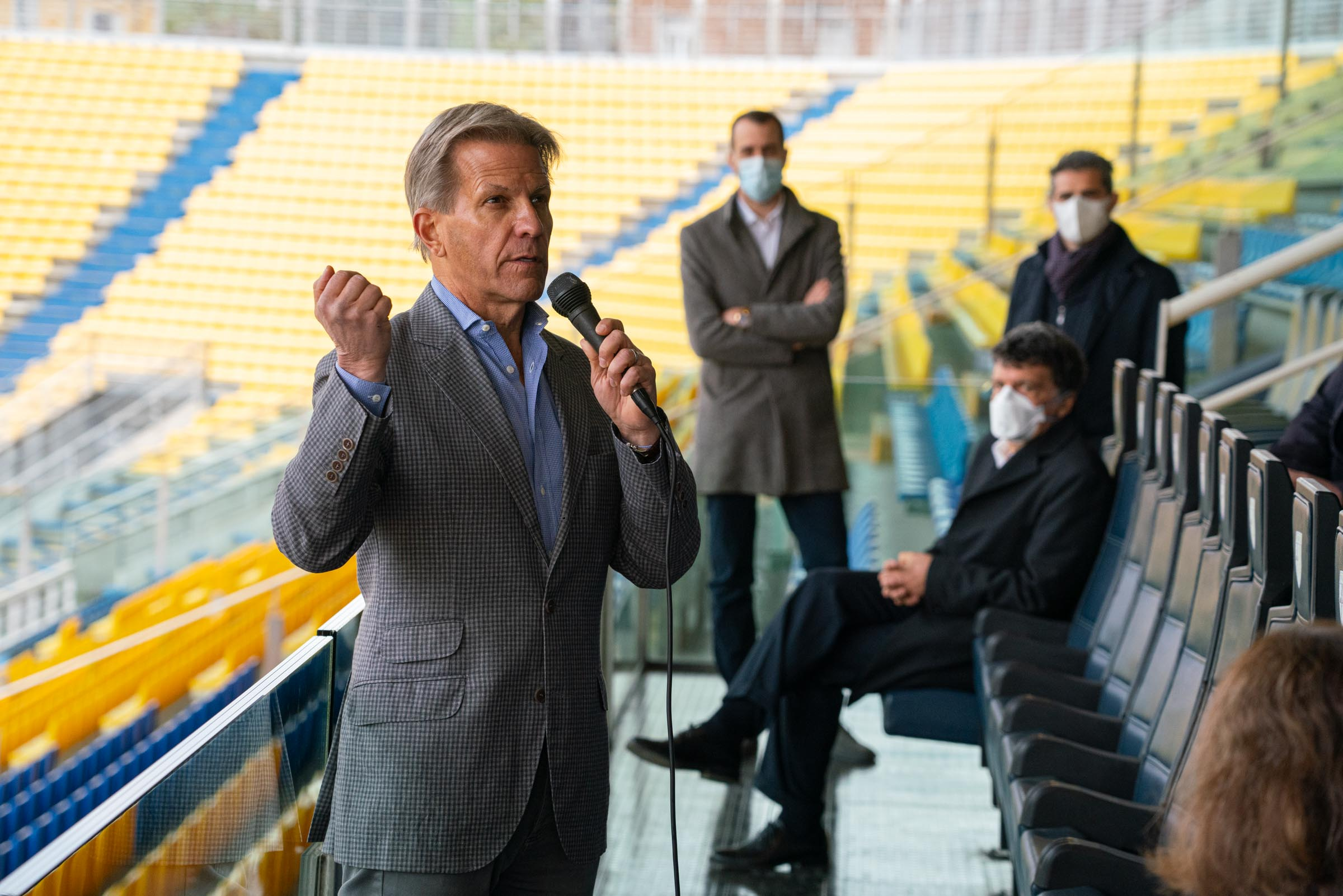
Kyle Krause, presidente del Parma dal settembre 2020.

Il Parma Calcio 1913 è una società a responsabilità limitata il cui socio maggioritario (intestatario del 90% delle azioni) è Krause Group, holding del patron Kyle Krause. Il 9% fa capo a Nuovo Inizio s.r.l., società costituita nel 2015 da Guido Barilla, Gian Paolo Dallara, Mauro Del Rio, Marco Ferrari, Angelo Gandolfi, Giacomo Malmesi e Paolo Pizzarotti al fine di rifondare il club, appena fallito. Il residuo 1% è avocato alla public company Parma Partecipazioni Calcistiche s.p.a., che rappresenta l'azionariato popolare.
Il club è membro network dell'European Club Association (ECA), organismo privato che rappresenta le società calcistiche a livello europeo e riconosciuto dall'UEFA.
Nella Deloitte Football Money League, rapporto stilato fin dal 1997 dalla società di revisione e consulenza aziendale statunitense Deloitte Touche Tohmatsu, che prende in esame annualmente i trenta club europei di calcio con il fatturato maggiore, il Parma è stato rilevato in sei occasioni, con il migliore piazzamento nella classifica del 2000 (tredicesimo posto) e con il fatturato più alto delle undici rilevazioni nella classifica del 2001 (corrispondenti a 75,3 milioni di euro, al diciottesimo posto).

### Organigramma societario
Organigramma aggiornato al 21 luglio 2025.
- Kyle Krause - Presidente
- Oliver Krause - Consigliere delegato
- Federico Cherubini - Amministratore delegato
- Stefano Perrone - Direttore operativo

### Sponsor
Di seguito la cronologia di fornitori tecnici del Parma.
- 1913-74 non presente
- 1974-80 Umbro
- 1980-81 adidas
- 1981-82 Umbro
- 1982-83 Ennerre
- 1983-95 Umbro
- 1995-98 Puma
- 1998-99 Lotto
- 1999-06 Champion
- 2006-23 Erreà
- 2023-oggi Puma

### Settore giovanile

La formazione Primavera parmense nel 1988, terza classificata al Torneo di Viareggio.

Il settore giovanile del Parma è formato da tre squadre maschili partecipanti ai campionati nazionali (Primavera, Allievi Nazionali 1998 e Giovanissimi Nazionali 2000), due partecipanti a livello regionale (Allievi B 1999 e Giovanissimi Regionali 2001) e una a livello provinciale (Giovanissimi Fascia B 2002), oltre a una rappresentativa di Esordienti 2003 e due di Pulcini (2004 e 2005).
Nella categoria Allievi il Parma vanta la vittoria di due campionati italiani, quello Nazionale del 2003-04 e quello Professionisti del 2012-13, nonché la conquista di una Supercoppa di categoria nel 2013; a ciò si aggiungono i due titoli nei tornei semiprofessionisti, fatti loro in sequenza dai ragazzi gialloblù nelle stagioni 1976-77 e 1977-78. In ambito giovanile, la società ducale ha avviato delle partnership sportive con altre squadre, sia italiane che internazionali, come il Gorica, il Gubbio e la Giada Maccarese.

### Sezione femminile
Nel 2015 la società ha aperto la propria sezione femminile. Partito dal campionato di Eccellenza Emilia-Romagna, con la vittoria dello stesso il Parma Femminile è stato promosso nel campionato di Serie C, dove ha militato nella stagione 2019-2020, che ha concluso con una nuova retrocessione. In seguito, nel campionato 2021-2022, le emiliane hanno ottenuto una nuova promozione in terza serie.
Nel giugno del 2022 il presidente della società, Kyle Krause, ha ufficializzato l'acquisizione del titolo sportivo dell'Empoli, ottenendo così l'autorizzazione a partecipare alla Serie A.

## Il Parma nella cultura di massa
In quanto squadra rappresentativa della città ducale, il Parma si è spesso trovato presente in varie opere della cultura italiana. Ad esempio al cinema, ne L'allenatore nel pallone (1984) il Parma è l'ultima squadra (di Serie B) che Oronzo Canà, interpretato da Lino Banfi, allena prima di approdare alla "Longobarda" di Borlotti, mentre in Tifosi (1999) il personaggio interpretato da Diego Abatantuono, un ultrà juventino, nel suo episodio è alle prese con una trasferta sul campo del Parma. In ambito musicale, nella canzone Sapore di pinne (il figlio di Rapput) contenuta nell'album del 1991 Paté d'animo di Claudio Bisio, una strofa recita "Poi lo Sparta aveva perso 5 a 0 con il Parma (e questo dato già conferma Theodorakis fuori forma)". Nei fumetti, nell'arco narrativo Capitan Tsubasa Road to 2002 della serie anime Holly & Benji Forever, il personaggio di Kojiro Hyuga, acquistato dalla Juventus, debutta in Serie A contro la squadra ducale.

## Allenatori e presidenti
Di seguito l'elenco di allenatori e presidenti del Parma dall'anno di fondazione a oggi.
- 1913-1919 …
- 1919-1920  Commissione tecnica formata da Violi, Porcelli e Spaggiari
- 1920-1921  Percy Humphreys
- 1921-1923  Adolf Riebe
- 1923-1924  Guido Ara
- 1924-1925  Arturo Gobbi (1ª-16ª)
 Giuseppe Forlivesi (girone finale)
- 1925-1926  Carlo Achatzi
- 1926-1927  Medardo Ghini (1ª-?ª)
 Johann Strnad (?ª-18ª)
- 1927-1928  Emilio Grossi
- 1928-1929  Raoul Violi
- 1929-1930  Emilio Grossi
- 1930-1931  Armand Halmos
- 1931-1932  Emilio Grossi
- 1932-1933  Carlo Crotti
- 1933-1936  Tito Mistrali
- 1936-1937  Alfredo Mattioli
- 1937-1938  Elvio Banchero
- 1938-1939  Pál Szalay
- 1939-1940  József Wereb
- 1940-1942  Alfredo Mattioli
- 1942-1943  Italo Defendi (1ª-11ª)
 Alfredo Mattioli (12ª-20ª e girone finale)
- 1943-1944  Alfredo Mattioli
- 1945-1946  Giuseppe Carlo Ferrari
- 1946-1947  Renato Cattaneo (1ª-19ª)
 Venuto Lombatti  Ricardo Frione  Tito Mistrali (20ª-40ª)
- 1947-1948  Bruno Dentelli (1ª-10ª)
 Giovanni Mazzoni (11ª-33ª)
 Vinzenz Dittrich (spareggi)
- 1948-1949  Renato Cattaneo (1ª-21ª)
 Pietro Giuberti (22ª)
 Tito Mistrali (23ª)
 Giuseppe Ferrari (24ª-30ª)
 Venuto Lombatti (31ª-33ª)
 Carlo Rigotti (34ª-42ª e spareggio)
- 1949-1950  Carlo Rigotti
- 1950-1951  Dante Boni (1ª-6ª)
 Giovanni Mazzoni  Alfredo Mattioli (7ª-38ª)
- 1951-1953  Paolo Tabanelli
- 1953-1954  Carlo Alberto Quario
- 1954-1956  Ivo Fiorentini
- 1956-1957  Gino Giuberti (1ª-7ª)
 Čestmír Vycpálek (8ª-34ª)
- 1957-1958  Čestmír Vycpálek
- 1958-1959  Guido Mazzetti
- 1959-1960  Guido Mazzetti (1ª-28ª)
 Mario Genta (29ª-38ª)
- 1960-1962  Mario Genta
- 1962-1963  Mario Genta (1ª-17ª)
 Ugo Canforini (18ª-38ª)
- 1963-1964  Ugo Canforini (1ª-4ª)
 Volturno Diotallevi (5ª-11ª)
 Arnaldo Sentimenti (12ª-38ª)
- 1964-1965  Bruno Dazzi (1ª-10ª)
 Bruno Arcari (11ª-38ª)
- 1965-1966  Ivano Corghi (1ª-6ª)
 Dante Boni (7ª-34ª)
- 1966-1967  Dante Boni (1ª-?ª)
 Sergio Brighenti (?ª-34ª)
- 1967-1968  Giancarlo Vitali
- 1968-1969  Dante Boni (1ª-8ª)
 Benito Lorenzi (9ª-18ª)
 Dante Boni (19ª-34ª)
- 1969-1970  Giancarlo Vitali (1ª-16ª)
 Stefano Angeleri (17ª-34ª)
- 1970-1971  Stefano Angeleri
- 1971-1972  Stefano Angeleri (1ª-30ª)
 Antonio Soncini (31ª-38ª)
- 1972-1974  Giorgio Sereni
- 1974-1975  Giorgio Sereni (1ª-33ª)
 Renato Gei (34ª-38ª)
- 1975-1976  Giovanni Meregalli
- 1976-1977  Tito Corsi (1ª-32ª)
 Bruno Mora (33ª-38ª)
- 1977-1978  Gianni Corelli (1ª-17ª)
 Giorgio Visconti (18ª-38ª)
- 1978-1979  Graziano Landoni (1ª-24ª)
 Cesare Maldini (25ª-34ª e spareggio)
- 1979-1980  Cesare Maldini (1ª-21ª)
 Domenico Rosati (22ª-38ª)
- 1980-1981  Domenico Rosati (1ª-9ª)
 Giorgio Sereni (10ª-34ª)
- 1981-1982  Giancarlo Danova
- 1982-1983  Giancarlo Danova (1ª-22ª)
 Bruno Mora (23ª-34ª)
- 1983-1984  Marino Perani
- 1984-1985  Marino Perani (1ª-16ª)
 Silvano Flaborea e  Pietro Carmignani (17ª-38ª)
- 1985-1987  Arrigo Sacchi
- 1987-1988  Zdeněk Zeman (1ª-7ª)
 Giampiero Vitali (8ª-38ª)
- 1988-1989  Giampiero Vitali
- 1989-1996  Nevio Scala
- 1996-1998  Carlo Ancelotti
- 1998-2000  Alberto Malesani
- 2000-2001  Alberto Malesani (1ª-13ª)
 Arrigo Sacchi (14ª-16ª)
 Renzo Ulivieri (17ª-34ª)
- 2001-2002  Renzo Ulivieri (1ª-5ª)
 Pietro Carmignani (6ª)
 Renzo Ulivieri (7ª-9ª)
 Pietro Carmignani (10ª)
 Daniel Passarella (11ª-15ª)
 Pietro Carmignani (16ª-34ª)
- 2002-2004  Cesare Prandelli
- 2004-2005  Silvio Baldini (1ª-15ª)
 Pietro Carmignani (16ª-38ª e spareggio)
- 2005-2006  Mario Beretta
- 2006-2007  Stefano Pioli (1ª-22ª)
 Claudio Ranieri (23ª-38ª)
- 2007-2008  Domenico Di Carlo (1ª-27ª)
 Héctor Cúper (28ª-37ª)
 Andrea Manzo (38ª)
- 2008-2009  Luigi Cagni (1ª-6ª)
 Francesco Guidolin (7ª-42ª)
- 2009-2010  Francesco Guidolin
- 2010-2011  Pasquale Marino (1ª-31ª)
 Franco Colomba (32ª-38ª)
- 2011-2012  Franco Colomba (1ª-17ª)
 Roberto Donadoni (18ª-38ª)
- 2012-2015  Roberto Donadoni
- 2015-2016  Luigi Apolloni
- 2016-2017  Luigi Apolloni (1ª-14ª)
 Stefano Morrone (15ª-16ª)
 Roberto D'Aversa (17ª-38ª e play-off)
- 2017-2020  Roberto D'Aversa
- 2020-2021  Fabio Liverani (1ª-16ª)
 Roberto D'Aversa (17ª-38ª)
- 2021-2022  Enzo Maresca (1ª-13ª)
 Giuseppe Iachini (14ª-38ª)
- 2022-2024  Fabio Pecchia
- 2024-2025  Fabio Pecchia (1ª-25ª)
 Cristian Chivu (26ª-38ª)
- 2025-  Carlos Cuesta

- 1913-1919  Alberto Poletti
- 1919-1925  Ennio Tardini
- 1925-1926  Aldo Ortali
- 1926-1928  Giovanni Canali
- 1928-1929  Emilio Grossi
- 1929-1936  Cesare Minelli
- 1936-1937  Filippo Bonati
- 1937-1938  Nino Medioli
- 1938-1940  Medardo Ghini
- 1940-1943  Giuseppe Scotti
- 1943-1945  Secondo Baratta
- 1945-1946  Giorgio Zanichelli
- 1946-1947  Raimondo Bortesi
- 1947-1948  Amerigo Ghirardi
- 1948-1951  Bruno Avanzini
- 1951-1953  Bonifazio Meli Lupi di Soragna
- 1953-1954  Umberto Campanini
- 1954-1958  Fabrizio Cartolari
- 1958-1965  Giuseppe Agnetti
- 1965-1966  Walter Molinari
- 1966-1967  Gino Camorali
- 1967-1968  Vittorio Blarzino (Commissario)
- 1968-1969  Giorgio Zanichelli
- 1969-1973  Ermes Foglia
- 1973-1976  Arnaldo Musini
- 1976-1990  Ernesto Ceresini
- 1990  Fulvio Ceresini
- 1990-1996  Giorgio Pedraneschi
- 1996-2004  Stefano Tanzi
- 2004  Enrico Bondi (Commissario)
- 2004-2006  Guido Angiolini
- 2006-2007  Enrico Bondi (Commissario)
- 2007-2014  Tommaso Ghirardi
- 2014-2015  Pietro Doca
 Fabio Giordano
 Ermir Kodra[54]
 Giampietro Manenti[55]
- 2015-2016  Nevio Scala
- 2016-2017 Carica vacante[56]
- 2017-2018  Jiang Lizhang
- 2018-2020  Pietro Pizzarotti
- 2020-  Kyle Krause

## Calciatori

### Contributo alle nazionali di calcio

Il francese Lilian Thuram, colonna difensiva del Parma tra il 1996 e il 2001, e campione del mondo coi Bleus a.

Tra i giocatori del Parma ad aver avuto successi con la propria nazionale figurano il francese Lilian Thuram (campione del mondo nel 1998 e d'Europa nel 2000), i brasiliani Júnior (campione del mondo nel 2002) e Zé Maria (campione del Sud America nel 1997 e vincitore della Confederations Cup nello stesso anno). Da ricordare inoltre il camerunese Patrick Mboma (campione d'Africa nel 2002) e l'australiano Mark Bresciano (campione d'Oceania nel 2004). Nell'estate del 2024, Adrian Bernabé, insieme alla Spagna, conquista la medaglia d'oro al torneo olimpico di Parigi.

## Palmarès

### Competizioni nazionali

Il capitano Lorenzo Minotti solleva la Coppa Italia 1991-1992.

- Coppa Italia: 3

1991-1992, 1998-1999, 2001-2002
- Supercoppa italiana: 1

1999

### Competizioni internazionali

Gianfranco Zola e Faustino Asprilla sollevano la Supercoppa UEFA 1993.

- Coppa delle Coppe: 1

1992-1993
- Coppa UEFA: 2

1994-1995, 1998-1999
- Supercoppa UEFA: 1

1993

### Competizioni giovanili
- Campionato Allievi Nazionali: 2

2003-2004, 2012-2013
- Campionato Nazionale Under-15: 1

2016-2017 (Serie C)
- Torneo Città di Vignola: 4

2001, 2013, 2021, 2022
- Campionato Primavera 2: 1

2024 - 2025 (girone A)

### Altre competizioni
- Campionato italiano di Serie B: 1

2023-2024
- Campionato italiano Serie C: 1

1953-1954
- Seconda Divisione: 1

1924-1925 (girone C Nord)
- Campionato italiano Serie C: 1

1972-1973 (girone A)
- Campionato italiano Serie C1: 2

1983-1984 (girone A), 1985-1986 (girone A)
- Campionato italiano Serie D: 2

1969-1970 (girone B), 2015-2016 (girone D)

## Statistiche e record

### Partecipazione ai campionati
Di seguito una tabella raffigurante la partecipazione del Parma ai campionati di calcio.
| Livello | Categoria             | Partecipazioni | Debutto   | Ultima stagione | Totale |
| ------- | --------------------- | -------------- | --------- | --------------- | ------ |
| 1º      | Prima Divisione       | 1              | 1925-1926 | 1925-1926       | 29     |
| 1º      | Serie A               | 28             | 1990-1991 | 2024-2025       | 29     |
| 2º      | Seconda Divisione     | 3              | 1922-1923 | 1924-1925       | 36     |
| 2º      | Prima Divisione Nord  | 3              | 1926-1927 | 1928-1929       | 36     |
| 2º      | Serie B               | 30             | 1929-1930 | 2023-2024       | 36     |
| 3º      | Prima Divisione       | 3              | 1932-1933 | 1934-1935       | 31     |
| 3º      | Serie B-C Alta Italia | 1              | 1945-1946 | 1945-1946       | 31     |
| 3º      | Serie C               | 20             | 1935-1936 | 1977-1978       | 31     |
| 3º      | Serie C1              | 6              | 1978-1979 | 1985-1986       | 31     |
| 3º      | Lega Pro              | 1              | 2016-2017 | 2016-2017       | 31     |
| 4º      | Serie D               | 5              | 1966-1967 | 2015-2016       | 5      |

### Statistiche di squadra

Il Parma secondo classificato nella Serie A 1996-1997, suo migliore piazzamento nella storia del campionato italiano.

Dal suo ingresso nel sistema delle leghe calcistiche italiane nel 1922 in seguito al Compromesso Colombo, il Parma si è sempre mantenuto a livello nazionale, conoscendo il campionato di Serie D come il peggiore in cui abbia militato. Fra i 98 campionati cui ha preso parte, 90 sono stati proto o a pieno titolo professionistici, di cui 52 a girone unico, e 28 di Serie A. La squadra ha ottenuto nella stagione 1996-1997 il suo miglior piazzamento finale di sempre, il secondo posto in Serie A, che gli valse una storica partecipazione alla Champions League.
I gialloblù hanno vinto 3 edizioni della Coppa Italia e disputato 2 finali di questa competizione; il Parma ha anche vinto 1 delle quattro edizioni della Supercoppa italiana a cui ha partecipato. Per quanto riguarda le competizioni europee, ha trionfato nella Coppa delle Coppe 1992-1993, nella Coppa UEFA del 1994-1995 e del 1998-1999, e nella Supercoppa UEFA 1993; ha inoltre disputato la finale di Coppa delle Coppe 1993-1994.

### Statistiche individuali

L'argentino Hernán Crespo, migliore marcatore del Parma in Serie A.

Il giocatore del Parma che ha totalizzato più presenze in gare ufficiali è Luigi Apolloni: il difensore giocò 385 partite in tutte le competizioni tra il 1987 e il 1999. Limitatamente alla Serie A, il ducale più presente è Antonio Benarrivo: il terzino infatti ha giocato tra il 1991 e il 2004, partecipando a 258 partite nel campionato maggiore.
Il giocatore che ha realizzato più reti in gare ufficiali è invece Hernán Crespo, che tra il 1996-2000 e il 2010-2012, segna 94 gol in tutte le competizioni.
Il 30 dicembre 2016, Alessandro Lucarelli entra nella storia del Parma, diventando l'unico giocatore del club ad aver segnato nei quattro massimi campionati nazionali (dalla D alla A) con la stessa maglia. Il 4 novembre 2017, sempre Lucarelli, supera Ermes Polli e, con 311 presenze, diventa il giocatore del Parma con più presenze in campionato.
Di seguito i primi 10 calciatori per presenze e reti nei campionati ufficiali giocati dal Parma, coppe escluse. In grassetto eventuali giocatori ancora in attività con la maglia dei ducali.
Dati aggiornati al 22 febbraio 2022.
| Record di presenze in campionato - 340 Alessandro Lucarelli (2008-2018) - 308 Ivo Cocconi (1948-1962) - 307 Ermes Polli (1958-1969) - 304 Luigi Apolloni (1987-1999) - 280 Lorenzo Minotti (1987-1996) - 258 Antonio Benarrivo (1991-2004) - 242 Giovanni Colonnelli (1971-1979) - 242 Giovanni Mazzoni (1921-1934) - 241 Alessandro Melli (1985-1988, 1989-1994, 1995-1997) - 231 Augusto Ponticelli (1930-1941) | Record di reti in campionato - 79 William Bronzoni (1945-1953) - 72 Hernán Crespo (1996-2000, 2010-2012) - 56 Alessandro Melli (1985-1988, 1989-1994, 1995-1997) - 53 Luciano Degara (1941-1943) - 52 Giuseppe Stocchi (1929-1936) - 50 Alberto Gilardino (2002-2005) - 49 Július Korostelev (1951-1956) - 49 Alberto Rizzati (1972-1974, 1975-1976) - 49 Gianfranco Zola (1993-1996) - 42 Luigi Del Grosso (1933-1936, 1940-1941, 1946-1947) |

## Tifoseria

### Storia

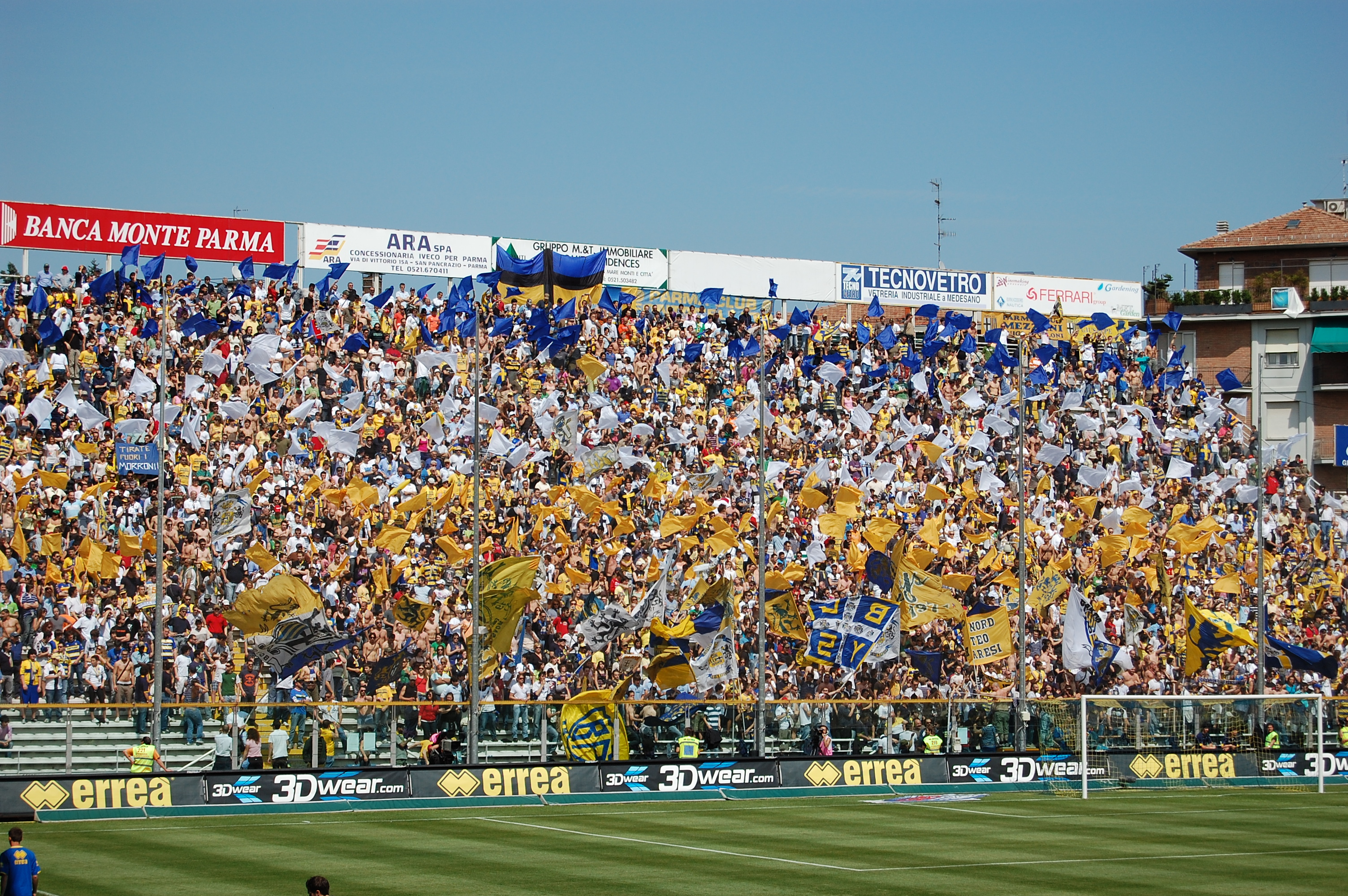
Sostenitori gialloblù gremiscono la curva Nord del Tardini, 2009 circa.

La tifoseria del Parma è composta da varie associazioni: il Centro di Coordinamento dei Parma Club (che riunisce la maggior parte dei club) e l'Associazione Petitot. Il gruppo ultras locale è denominato Boys Parma 1977, fondato nel summenzionato anno; inoltre, pur essendo una squadra di provincia vanta ugualmente numerosi tifosi in tutta Italia. Secondo un'indagine condotta e pubblicata annualmente da due società specializzate in sondaggi e ricerche di mercato, la StageUp e la Ipsos, nella stagione 2020-2021 la squadra poteva contare su un seguito stimato in circa 138 000 tifosi, un dato allora in netta crescita rispetto alla rilevazione della stagione precedente.
Allo stadio Ennio Tardini gli ultras e i sostenitori più caldi del tifo gialloblù occupano la curva Nord; questa è intitolata dal 4 maggio 2008 a Matteo Bagnaresi, membro dei Boys deceduto il precedente 30 marzo in un autogrill sull'autostrada A21, mentre si recava a Torino per assistere a una gara contro la Juventus, durante un assalto degli ultras crociati a un pullman di tifosi bianconeri.

### Gemellaggi e rivalità
La tifoseria gialloblù presenta un gemellaggio con gli ultras di Sampdoria, Empoli e amicizia con quelli di Catania, mentre in campo europeo sussiste un gemellaggio con i tifosi del Bordeaux e amicizia con i Tornados, seguaci del Rapid Vienna. Con il Cesena è stato in essere un gemellaggio dalla metà degli anni 1980 ai primi anni 1990; altri gemellaggi passati sono avvenuti con Modena, Piacenza, Spezia (queste poi trasformatesi in rivalità) e Verona. Le rivalità maggiori si hanno con Reggiana (con la quale disputa il derby dell'Enza), Juventus, Bologna (con il quale disputa il derby dell'Emilia), Genoa, Carrarese, Cremonese, Torino e Vicenza.

## Organico

### Rosa 2025-2026
Rosa aggiornata al 19 agosto 2025.
| N. |                      | Ruolo | Calciatore                 |
| -- | -------------------- | ----- | -------------------------- |
| 3  | Senegal (bandiera)   | D     | Abdoulaye Ndiaye           |
| 4  | Ungheria (bandiera)  | D     | Botond Balogh              |
| 5  | Argentina (bandiera) | D     | Lautaro Valenti            |
| 7  | Polonia (bandiera)   | A     | Adrian Benedyczak          |
| 8  | Argentina (bandiera) | C     | Nahuel Estévez             |
| 9  | Argentina (bandiera) | A     | Mateo Pellegrino           |
| 10 | Spagna (bandiera)    | C     | Adrián Bernabé             |
| 11 | Svezia (bandiera)    | C     | Pontus Almqvist            |
| 14 | Italia (bandiera)    | D     | Emanuele Valeri            |
| 15 | Italia (bandiera)    | D     | Enrico Delprato (capitano) |
| 16 | Belgio (bandiera)    | C     | Mandela Keita              |
| 17 | Svezia (bandiera)    | A     | Jacob Ondrejka             |
| 18 | Norvegia (bandiera)  | D     | Mathias Løvik              |

| N. |                                 | Ruolo | Calciatore          |
| -- | ------------------------------- | ----- | ------------------- |
| 20 | Croazia (bandiera)              | A     | Matija Frigan       |
| 22 | Danimarca (bandiera)            | C     | Oliver Sørensen     |
| 24 | Argentina (bandiera)            | C     | Christian Ordoñez   |
| 27 | Brasile (bandiera)              | C     | Hernani             |
| 28 | Romania (bandiera)              | A     | Valentin Mihăilă    |
| 30 | Bosnia ed Erzegovina (bandiera) | A     | Milan Đurić         |
| 31 | Giappone (bandiera)             | P     | Zion Suzuki         |
| 33 | Italia (bandiera)               | P     | Richard Marcone     |
| 39 | Australia (bandiera)            | D     | Alessandro Circati  |
| 40 | Italia (bandiera)               | P     | Edoardo Corvi       |
| 61 | Tunisia (bandiera)              | A     | Anas Haj Mohamed    |
| 62 | Polonia (bandiera)              | A     | Mateusz Kowalski    |
|    | Rep. del Congo (bandiera)       | A     | Gabriel Charpentier |

### Staff tecnico
Staff aggiornato al 9 giugno 2025.
- Carlos Cuesta - Allenatore
- Rui Pedro Campos Sá Lemos - Allenatore in seconda
- Nicola Pavarini - Allenatore dei portieri
- Ferdinando Coppola - Collaboratore tecnico
- Alessandro Platone - Preparatore atletico